# تصور شرودنغر

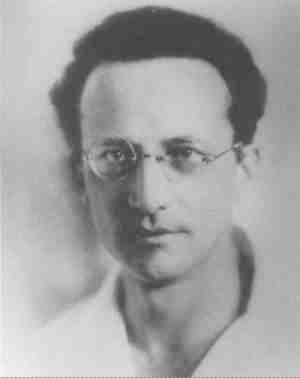

في ميكانيكا الكم، تمثيل أو كتابة شرودنغر هي واحدة من ثلاث تركيبات وطرق المعالجة للمشاكل النسبية للزمن في سياق ميكانيكا الكم التقليدية. في هذا التمثيل، الحالة الكمومية للنظام تتغير في الزمن.

## عموميات
مبدأ التراكب الكمي يقول أن الدالة الموجية للحالة الكمومية العامة هي عموما تركيبة خطية من الحالات الكمومية الخاصة، في هذا التمثيل:
- الحالات الكمومية مرتبطة بالزمن، يُرمز لها في كتابة ديراك ب: {\displaystyle |\Psi (t)\rangle _{S}}
- المؤثرات الكمية مستقلة عن الزمن.
- ديناميكا نظام تُوصف بمعادلة شرودنغر:

{\displaystyle i\hbar \partial _{t}|\Psi (t)\rangle _{S}={\hat {H}}|\Psi (t)\rangle _{S}}

## مؤثر التغيير في الزمن
تغير الدالة الموجية للحالة الكمومية بين لحظتين t0 و t. لحظة معرفتها، الحالة الكمومية للنظام في اللحظة المبدئية t0 توصف مباشرة (دون المرور بمعادلة شرودنغر) بمؤثر أحادي {\displaystyle U(t,t_{0})} (مؤثر نفسه مشتق من هاميلتون معادلة شرودنغر) يسمى ناشر معادلة شرودنغر[بحاجة لدقة أكثر]. مفعوله على كيت {\displaystyle |\Psi (t_{0})\rangle _{S}} هو تحويله إلى كيت {\displaystyle |\Psi (t)\rangle _{S}}
{\displaystyle |\Psi (t)\rangle _{S}=U(t,t_{0})|\Psi (t_{0})\rangle _{S}}

## العلاقة مع الثمثيلات الأخرى
هذه الصيغة تختلف عن تمثيل هايزنبرغ حيث لحالات الكمومية الخاصة مستقلة عن الزمن ولكن المؤثرات التي تؤثر على هذه الحلات هي التي التي تتغير في الزمن.يوجد هناك قاسم مشترك، هو تصور التفاعل الذي يدعم تغير الدالة الموجية والمؤثرات الكمية في الزمن في نفس الوقت.